# Årtoft
Årtoft er et stednavn i Kliplev Sogn, navnet genfindes i Årtoft Mark og Årtoft Plantage. 
Aartoft (Tysk: Ahretoft eller Aretoft) er muligvis et gammelt stormandssæde, idet det gamle nordiske ord 'árr' der betyder 'tjener eller repræsentant' og ofte er en betegnelse for højtstående kongelig embedsmand.. Aartoft er beskrevet i 1494, og var fra det 16nde århundrede indtil 1725 en såkaldt Hollænderigaard eller Meierhof til Søgård (Tysk: Seegaard). Aartoft er herefter et selvstændigt adeligt gods, som var ejet og forvaltet sammen med Søgaard indtil 1792. Hoveri til Aartoft ydedes af 19 gårde i Visgaarde samt Tinglev og Uge sogne. Alle gamle retslige og forvaltningsmæssige rettigheder i forhold til omgivelserne blev afløst i 1854. Aartoft var ejet af familien Nissen i 3 generationer fra 1906 til 1997. Hovedbygningen fra o. 1912, der senere er nedbrændt, var opført i Nürnberg stil. Aartoft er i dag en mindre privat ejendom. 
Sydøst (ca. 100m) for Aartoft var tidligere gården Fruermark på Fruereng. Aartoft og Fruermark genfindes på kort fra 1648 ’Praefectura Apenrade et Luntoft Herde’
Nordvest (ca. 100 m) for Aartoft (på 54°57′16″N 9°22′33″Ø / 54.95445°N 9.37592°Ø) findes de fredede rester af en Gravhøj fra Stenalderen.
Årtoft er beskrevet i detailjer i Trap Danmark.